# Alessandro De Stefani
Alessandro De Stefani (Cividale del Friuli, 1º gennaio 1891 – Roma, 13 maggio 1970) è stato un commediografo, scrittore, sceneggiatore e regista cinematografico italiano.

## Biografia
Laureato in giurisprudenza, non praticò mai l'attività forense, e si dedicò al giornalismo collaborando nel corso degli anni con diverse testate, in particolare con le riviste Comœdia e Il dramma.
Autore molto prolifico, scrisse diversi testi per il teatro fin dal 1915, quando esordì con l'opera Il piacere e il peccato, ma i suoi primi successi arrivarono con Il calzolaio di Messina e I pazzi sulla montagna, rispettivamente rappresentati nel 1925 e nel 1926 dalla compagnia teatrale di Luigi Pirandello. Altri successi arrivarono nel corso degli anni trenta-quaranta con altre opere come L'urlo (1934) scritta assieme a Ferruccio Cerio. Fu inoltre traduttore dei maggiori autori teatrali stranieri come William Shakespeare, Henrik Ibsen, Miguel Cervantes e molti altri.
Tra il 1925 e il 1926 fu membro della Società degli Autori voluta da Mussolini. Insieme ad altri intellettuali vicini al fascismo (tra i quali Pirandello, Romagnoli e Bontempelli) firmò una lettera indirizzata a Mussolini nel quale lamentava la partecipazione di autori antifascisti alla commissione incaricata di giudicare gli scrittori. Nel 1926 De Stefani, Pirandello e Paolo Giordani proposero al creazione di un teatro drammatico nazionale di Stato vicino al regime.
Collaborò attivamente anche con il cinema, fornendo numerosi soggetti e curando le sceneggiature in molti film girati tra il 1918 e il 1954. Fu anche regista di tre film girati nel 1921-22 della Pasquali Film di Torino, e molti anni più tardi ebbe anche un ruolo da comparsa nel film Piccola mia del 1933.
Contribuì inoltre alla breve ma intensa stagione del giallo italiano del primo dopoguerra che in quegli anni veniva prevalentemente pubblicato nella collana de I Libri Gialli della Arnoldo Mondadori Editore.
Emigrò in Argentina alla fine della seconda guerra mondiale, dove lavorò sempre in ambito cinematografico. Rientrato in Italia nel 1948, riprese l'attività teatrale. Lavorò anche in ambito radiofonico (sua la prima radiocommedia trasmessa dall'EIAR nel 1932 dal titolo La dinamo dell'eroismo) e televisivo. Il figlio Stefano sarà anch'esso regista per il piccolo schermo.

## Opere
- II piacere e il peccato, 1915
- Il gioco della bambola, 1917
- Angeli ribelli, 1919
- Addio giovinezza!, Milano, Sonzogno, 1919
- Tristano e l'ombra, Milano, Casa editrice Vitagliano, 1919
- Malati di passione, Milano, Baldini & Castoldi, 1921
- Il calzolaio di Messina, Milano, Editrice Alpes, 1926
- L'Ungheria senza Re, Milano, Milano, Collegiata del Sabaudo, 1926
- Venere dormiente, Roma, Edizione dei dieci, Sapientia, 1928
- Lo zar non è morto, Roma, Edizione Sapientia, 1929 (romanzo collettivo, con il "Gruppo dei Dieci")
- La crociera del Colorado, Milano, Mondadori, 1932
- I peccati dell'attrice, Milano, Baldini & Castoldi, 1933
- Equatore, 1934
- Noi che aspettiamo l'amore, Milano, Baldini & Castoldi, 1935
- Il pilota della notte, Milano, Mondadori, 1935
- L'isola della foresta, Milano, Mondadori, 1935
- Il sentiero per la felicità, Milano, Baldini & Castoldi, 1938
- Gente con me, Bologna, Cappelli editore, 1956

## Filmografia parziale

### Regista
- La testa della Medusa (1921)
- La lanterna cieca (1921)
- Il mistero in casa del dottore (1922)

### Soggettista
- Il rosario della colpa, regia di Mario Almirante (1920)
- La bambola e il gigante, regia di Ermanno Geymonat (1920)
- La trentesima perla, regia di Umberto Mozzato (1920)
- Ajax, regia di Raimondo Scotti (1921)
- Le smorfie di Pulcinella, regia di Gabriellino D'Annunzio (1921)
- Plebe dorata, regia di Luigi Romano Borgnetto (1921)
- La casa sotto la neve, regia di Gennaro Righelli (1922)
- L'incognita, regia di Gennaro Righelli (1922)
- O la borsa o la vita, regia di Carlo Ludovico Bragaglia (1933)
- Al buio insieme, regia di Gennaro Righelli (1933)
- Piccola mia, regia di Eugenio De Liguoro (1933)
- Arma bianca, regia di Ferdinando Maria Poggioli (1936)
- Gli uomini non sono ingrati, regia di Guido Brignone (1937)
- Il cavaliere di San Marco, regia di Gennaro Righelli (1939)
- Equatore, regia di Gino Valori (1939)
- Follie del secolo, regia di Amleto Palermi (1939)
- Cose dell'altro mondo, regia di Nunzio Malasomma (1939)
- Giù il sipario, regia di Raffaello Matarazzo (1940)
- L'assedio dell'Alcazar, regia di Augusto Genina (1940)
- Amiamoci così, regia di Giorgio Simonelli (1940)
- Cento lettere d'amore, regia di Max Neufeld (1940)
- Dopo divorzieremo, regia di Nunzio Malasomma (1940)
- La prima donna che passa, regia di Max Neufeld (1940)
- L'imprevisto, regia di Giorgio Simonelli (1940)
- Tentazione, regia di Aldo Frosi e Hans Hinrich (1942)
- Perdizione, regia di Carlo Campogalliani (1942)
- La signorina, regia di Ladislao Kish (1942)
- Il birichino di papà, regia di Raffaello Matarazzo (1943)
- Tre ragazze cercano marito, regia di Duilio Coletti (1944)
- Trent'anni di servizio, regia di Mario Baffico (1945)
- La muta di Portici, regia di Giorgio Ansoldi (1952)
- Africa sotto i mari, regia di Giovanni Roccardi (1953)

### Sceneggiatore
- Femmina - Femina, regia di Augusto Genina (1918)
- Il volto di Medusa, regia di Alfredo De Antoni (1920)
- Non son gelosa, regia di Carlo Ludovico Bragaglia (1933)
- Acqua cheta, regia di Gero Zambuto (1933)
- Fanny, regia di Mario Almirante (1933)
- Ninì Falpalà, regia di Amleto Palermi (1933)
- Piccola mia, regia di Eugenio De Liguoro (1933)
- Quella vecchia canaglia, regia di Carlo Ludovico Bragaglia (1934)
- Un bacio a fior d'acqua, regia di Giuseppe Guarino (1936)
- Bertoldo, Bertoldino e Cacasenno, regia di Giorgio Simonelli (1936)
- Hanno rapito un uomo, regia di Gennaro Righelli (1938)
- Castelli in aria, regia di Augusto Genina (1939)
- Le educande di Saint-Cyr, regia di Gennaro Righelli (1939)
- Trappola d'amore, regia di Raffaello Matarazzo (1940)
- Don Pasquale, regia di Camillo Mastrocinque (1940)
- La figlia del Corsaro Verde, regia di Enrico Guazzoni (1940)
- Tosca, regia di Carl Koch e Jean Renoir (1941)
- I mariti (Tempesta d'anime), regia di Camillo Mastrocinque (1941)
- Sancta Maria, regia di Edgar Neville e Pier Luigi Faraldo (1941)
- Violette nei capelli, regia di Carlo Ludovico Bragaglia (1941)
- Notte di fiamme, regia di Ladislao Kish (1942)
- L'uomo venuto dal mare, regia di Belisario Randone, Roberto De Ribon (1942)
- Capitan Tempesta, regia di Corrado D'Errico (1942)
- Il leone di Damasco, regia di Corrado D'Errico (1942)
- Bengasi, regia di Augusto Genina (1942)
- Colpi di timone, regia di Gennaro Righelli (1942)
- I trecento della Settima. regia di Mario Baffico (1943)
- Ti conosco, mascherina!, regia di Eduardo De Filippo (1944)
- Rosalba, regia di Ferruccio Cerio e Max Calandri (1944)
- La prigione, regia di Ferruccio Cerio (1944)
- Trent'anni di servizio, regia di Mario Baffico (1945)
- L'urlo (El alarido), regia di Ferruccio Cerio (1948)
- Menzogna, regia di Ubaldo Maria Del Colle (1952)
- La donna che inventò l'amore, regia di Ferruccio Cerio (1952)
- Legione straniera, regia di Basilio Franchina (1952)
- Noi peccatori, regia di Guido Brignone (1953)
- Bufere, regia di Guido Brignone (1953)
- Perdonami!, regia di Mario Costa (1953)
- Africa sotto i mari, regia di Giovanni Roccardi (1953)
- Maddalena, regia di Augusto Genina (1954)
- La grande vallata, regia di Angelo Dorigo (1961)

## Prosa radiofonica
- La dinamo dell'eroismo, commedia radiofonica trasmessa dall'EIAR il 3 e il 10 febbraio 1932.
- Più presso a te, mio Dio, commedia radiofonica trasmessa dall'EIAR il 5 luglio 1938.